# Theodoor Petrus Jan Elsen
Theodoor Petrus Jan Elsen (Leeuwen (gem. Wamel), 28 januari 1887 – Rijswijk, 24 september 1950) was een Nederlands politicus van de KVP. 
Hij werd geboren als zoon van Nicolaas Gijsbertus Elsen (*1852; landbouwer) en Margaretha Theodora de Leeuw (1860-1936). Rond 1912 werd hij de gemeentesecretaris in Weerselo en in 1915 volgde zijn benoeming tot burgemeester van de Utrechtse gemeenten Montfoort en Willeskop. Vijf jaar later werd Elsen de burgemeester van Harmelen en vanaf 1927 was hij de burgemeester van Naaldwijk. In 1943 kreeg Naaldwijk een NSB'er als burgemeester maar na de bevrijding keerde Elsen terug in zijn oude functie. Hij werd in 1946 benoemd tot burgemeester van Rijswijk en daarnaast was hij lid van de Provinciale Staten van Zuid-Holland. Tijdens dat burgemeesterschap overleed Elsen in 1950 op 63-jarige leeftijd.
Zijn zonen N.W. Elsen en Th.A.M. Elsen waren eveneens burgemeester.